# 海泡石

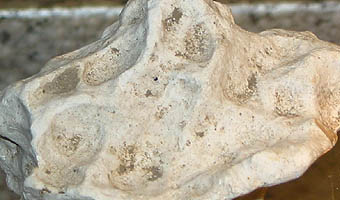
海泡石

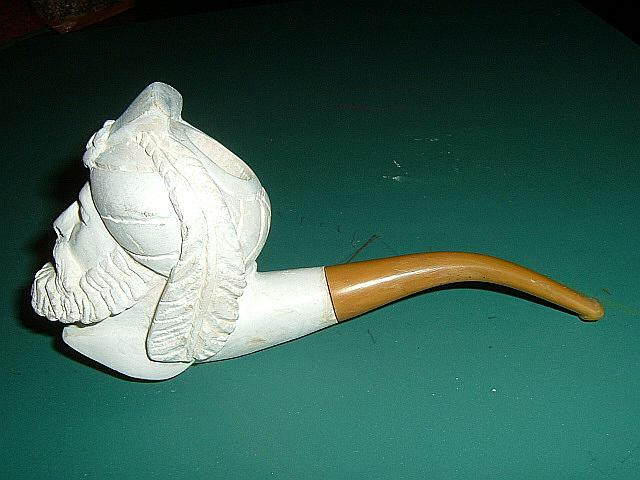
メシャムパイプ

海泡石（かいほうせき、セピオライト (Sepiolite)、ミーアシャム 又は メシャム、meerschaum）はモース硬度2–2.5、マグネシウムを含む 含水ケイ酸鉱物。
おもに、たばこを吸うためのパイプの素材として利用されている。

## 概要
海泡石はトルコ産のセピオライトである。多孔質で軽いので喫煙具などに使用される。軟らかくて軽く、白色から灰色の不透明な塊で産出される。ミーアシャムの名称はドイツ語の「海の泡」に由来する。アフリカ大陸やアメリカ大陸でも産出するが、トルコのエスキシェヒル地方から良質の海泡石が採掘される。
メシャムパイプは、艶出しも兼ねた保護用として、コルクで火口とステムをふさいで、蜜蝋（ミツバチの蝋）が溶けた鍋の中に放り込んで煮ることにより、蜜蝋が外側だけに塗られているので、海泡石の微細な多孔が蜜蝋で塞がれ、メシャムパイプの手で直接触れる部分は吸着性能が落とされている。
海泡石は吸着性に優れ、比表面積が200–300 m2/gほどではあるものの、アンモニア臭などは、1000 m2/g を越える活性炭よりも良く吸着し、またアルデヒド基をもつホルムアルデヒドのような化学物質の吸着も良好で、油性と水性の液体をどちらも吸収できる。
なお、国立極地研究所の船木実によれば、セピオライトはマウンテンレザー、マウンテンコルク、マウンテンペーパーとも呼ばれるという。